# Władajski Czerni Wrych
Władajski Czerni Wrych (bułg. Владайски Черни Връх) – szczyt masywu Witosza, w Bułgarii, o wysokości 1641 m n.p.m.